# Барза (Муреш)
Барза (рум. Bârza) насеље је у Румунији у округу Муреш. Oпштина се налази на надморској висини од 299 m.

## Становништво
Према подацима из 2002. године у насељу је живело 76 становника, од којих су сви румунске националности.